# Jonas Kjellgren
Jonas Kjellgren (4 luglio 1977) è un cantante, musicista e produttore discografico svedese.
Ha fatto parte di gruppi come Carnal Forge e Dellamorte come cantante e ha suonato alla chitarra per i Centinez, Scar Symmetry e al basso negli October Tide. Come produttore, ha lavorato con gruppi come Sonic Syndicate, Zonaria, Steel Attack, 21Lucifers, Darzamat e The Absence.
Possiede e opera nella Black Lounge Studios con la quale molte metal band svedesi registrano, mixano e masterizzano i loro album. Jonas è conosciuto per l'utilizzo di chitarre a 7 corde. È stato precedentemente endorser dalla Jackson, ma successivamente è passato a chitarre Dean Razorback a 7 corde.

## Discografia

### Con i Carnal Forge
Album in studio
- 1998 - Who's Gonna Burn
- 2000 - Firedemon
- 2001 - Please... Die!
- 2003 - The More You Suffer
- 2004 - Aren't You Dead Yet?

### Con i Centinex
Album in studio
- 1998 - Reborn Through Flames
- 2000 - Hellbrigade
- 2002 - Diabolical Desolation
- 2004 - Decadence - Prophecies Of Cosmic Chaos
- 2005 - World Declension

EP
- 1999 - Bloodhunt

### Con i Scar Symmetry
Album in studio
- 2005 – Symmetric in Design
- 2006 – Pitch Black Progress
- 2008 – Holographic Universe
- 2009 – Dark Matter Dimensions
- 2011 – The Unseen Empire

### Con i Raubtier
Album in studio
- 2014 – Pansargryning
- 2016 – Bärsärkagång
- 2019 – Överlevare